# Lajos Tar

Lajos Tar 2018 vor seinem Gemälde Melodien des Lebens im privaten „Museum Europäischer Kunst“ in Nörvenich.

Lajos Tar  (* 9. Juni 1957 in Devecser/Ungarn) ist ein ungarischer Maler, Bildhauer, Komponist, Kirchenmusiker und Gitarrenvirtuose. Sein Konzept „Kunst und Musik“ verwirklicht er in Projekten in Ungarn und Deutschland im öffentlichen und kirchlichen Raum.
Lajos Tar wohnt in Nörvenich.

## Leben und Wirken
Lajos Tar wurde als Sohn des Agraringenieurs L.Tar und seiner Ehefrau Julia in Devecser nördlich des Plattensees geboren. Nach der Grundschule besuchte er das Internat des Benediktiner-Ordens in der „Schulstadt“ Pápa. Er absolvierte das Gymnasium mit Hochschulreife und begann sein Studium in Budapest. Lebensmittelpunkt wurde für die nächsten Jahre die Franz-Liszt-Musikakademie in Budapest. In dieser Zeit belegte er Kurse an der Ungarischen Akademie der Bildenden Künste, die nach dem Zweiten Weltkrieg der Bildhauer Pál Pátzay und der Maler Sándor Bortnyik als Direktoren geprägt haben.
Bereits als Student an der Musikakademie gewann Tar Wettbewerbe. Es folgten die ersten Konzerttourneen in Westeuropa. Auf Studienreisen zu Kulturstätten in Italien, Frankreich, Belgien und den Niederlanden befasste er sich mit der Bildenden Kunst und der Architektur der alten Meister. Weitere Studienreisen führten ihn nach Nord- und Südamerika. In New York machte er sich in der führenden Bronze-Kunstgießerei „Bedi-Makky Art Foundry“ mit den Gusstechniken mit allen Formaten bis zur Monumentalfigur vertraut.

## Bildende Kunst
In der Malerei hat Tar zwei Schwerpunkte: das klassische Porträt des Menschen sowie sakrale und mythologische Themen im Stil des Surrealismus. So entstand als zentrales Thema seiner Zeichnungen der Zyklus „Jugend Europas“. Surrealistische Gemälde-Zyklen sind den Themen gewidmet „Genesis – Die Schöpfung“ und „Miro was here…“. In der Bildhauerei ist er vom Surrealismus und Symbolismus beeinflusst. Zu seinem plastischen Schaffen gehören Porträtbüsten. Für die Gemeinde Nörvenich schuf er ein Gedenk-Relief „Wider das Vergessen“. Aus dem Reich der Mythologie gestaltete er 2018 eine Orpheus-Säule mit dem Metall-Objekt „Altum Amoris – Töne der Liebe“ für Schloss Nörvenich.

## Musik
Im Alter ab 18 Jahren gewann Tar bei Musikwettbewerben erste Landespreise. Dazu gehörte die Auszeichnung mit dem ungarischen „Helikon-Award“ (1975) und der zweite Preis beim nationalen Gitarrenwettbewerb (1977, Budapest). Als Diplom-Musiker unterrichtete er Anfang der 1980er Jahre an der Musikschule der Gemeinde Nörvenich (NRW). Anschließend gründete er die „Musica Humana“ mit regelmäßigen Konzerten jugendlicher Musikschüler auf Schloss Nörvenich. Als Gitarrist gastiert er u. a. in Deutschland, Ungarn, Frankreich, Österreich und den USA.
Eine Spezialität von Tar als Komponist ist das Sonett für Gitarre. Diese Art einer Hommage hat er zu Jubiläen Künstlern und Literaten gewidmet wie etwa Kurt Arentz, Salvador Dalí, Ernst Jünger, Ernst Fuchs und Birgit Sewekow. Ihr widmete er 2016 zum 70. Geburtstag die Komposition „Tanz der Farben“. Dem russischen Maler Binyamin Shalumov (Dagestan) widmete er die Komposition Homo ludens mit Uraufführung auf Schloss Nörvenich (2007) anlässlich der Ausstellung „Kunst aus Russland“ unter dem Patronat von Wladimir Putin. Die „malende Nonne“ Maria Geroldine Dörpinghaus ehrte er zum 80. Geburtstag mit der Komposition „Pro Patria“ mit Uraufführung im Museum Europäischer Kunst (Schloss Nörvenich) am 11. Juni 2017.

## Ausstellungen und Sammlungen
- 1999 „Bildnisse unserer Zeit“, Museum Europäischer Kunst
- 2005 „Die Schöpfung“, Marco-Galerie, Bonn
- 2011 „Porträts der Jugend“, Schloss Esterházy, (Devecser, Ungarn)
- 2012 „Wider das Vergessen“, Mahnmal, Hochkirchen, NRW.[2]
- 2014 „Youth from Europe“,MEAUS Alexander der Große-Garden, Clarence, New York[3]

Werke des Künstlers sind öffentlich u. a. in der Sammlung des privaten Nörvenicher Museums Europäischer Kunst bzw. seines Fördervereins Europäische Kultur-Stiftung (EKS) sowie im amerikanischen Museum of European Art in Clarence/Buffallo, N.Y. zugänglich.

## Filmographie
- 1990 „Rendezvous im Schloss“, 90 Minuten, Regie:Brunner Zsolt
- 1996 CD „Schatten“
- 1998 CD „Burned“, Regie: Tim Klug
- 2017 DVD „Musica Humana Lajos Tar“ auf Schloss Nörvenich; Filmautorin Koka Wirtz, www.nrwivision.de/send